# Маргарита Зорбала
Маргарита Зорбала (грец. Μαργαρίτα Ζορμπαλά; 1957, Ташкент, Узбекистан) — грецька співачка.

## Біографічні відомості
Маргарита Зорбала народилася в 1957 році в Ташкенті. В дитинстві жила в СРСР. Її батьки були грецькими політичними біженцями. Коли їй було ще тільки 2 роки, її родина переїхала до Москви. Її батько, Ставрос Зорбалас, був соціологом, мати Катерина (Катина) — співачка й актриса, яка паралельно викладала грецьку мову в Московському університеті.
Від 1993 року Маргарита Зорбала живе постійно у невеликому селищі на Кіпрі, поблизу Лімасола. Колишній чоловік — Йоргос Кімуліс, грецький актор, режисер і перекладач.

## Музична кар'єра
Батьки зробили все для того, щоб грецька мова та грецька історія залишилися невід'ємною частиною виховання Маргарити та її брата Дімітріса. Будучи підлітком, Маргарита вже знала і співала пісні Мікіса Теодоракіса і Маноса Хадзідакіса, співала у грецькому клубі Москви, навчилася у музичній школі грати на акордеоні.
У 9 років вона вперше познайомилася з Мікісом Теодоракісом, який приїжджав до Москви і гостював у її батьків. У 17 років Маргарита за запрошенням Теодоракіса вирушила до Греції, щоб виконувати його твори — «ΜΠΑΛΑΝΤΕΣ» (укр. «Балади») на поезію Маноліса Анагностакіса. Після запису альбому, який мав великий успіх, вона повернулася до Москви, щоб закінчити навчання на іспанській філології в університеті імені Ломоносова в Москві. Після закінчення навчання вона повернулась до Греції разом зі своєю сім'єю.
Закінчила Національну театральну школу в Греції. Пізніше вона грала у двох театральних постановках — «Дикий мед», який був заснований на п'єсі Чехова «Платонов» і «Злочин і кара» Достоєвського, а також знялася в телевізійному серіалі «Жовтий конверт» за мотивами роману Міхаліса Карагаціса.
У наступні роки вона записала ще 5 альбомів з Теодоракісом і протягом 2 років супроводжувала його на всіх концертах як у Греції, так і за її межами (Європа, США, Канада). Вона співпрацювала з відомим поетом Яннісом Ріцосом, який перекладав текст пісень для альбому «12 російських народних пісень», а також з іншими композиторами — Маносом Хадзідакісом, Діонісісом Саввопулосом, Лакісом Пападопулосом, Андреасом Фолленвайдером та іншими.
Неодноразово виступала в Росії: у 2000 році з Ґеорґісом Даларасом в серії концертів з Президентським оркестром РФ та в 2001 році з оркестром народних інструментів імені І. П. Осипова, як у Москві, так і в Греції на Кіпрі.

## Дискографія
- 1975 — ΜΠΑΛΑΝΤΕΣ
- 1977 — 12 ΡΟΥΣΙΚΑ ΛΑΙΚΑ ΤΡΑΓΟΥΔΙΑ
- 1978 — ΤΑΞΙΔΙ ΜΕΣΑ ΣΤΗ ΝΥΚΤΑ
- 1978 — MIKIS THEODORAKIS in Concert
- 1979 — ΤΡΕΙΣ ΚΥΚΛΟΙ
- 1980 — Ο ΑΝΘΡΩΠΟΣ ΜΕ ΤΟ ΓΑΡΥΦΑΛΟ
- 1980 — ΜΕΘΥΣΜΕΝΟ ΚΟΡΙΤΣΙ
- 1981 — ΕΠΙΒΑΤΗΣ
- 1982 — ΠΑΜΕ ΣΑΝ ΑΛΛΟΤΕ
- 1983 — ΠΑΡΤΥ ΣΤΗ ΒΟΥΛΙΑΓΜΕΝΗ
- 1984 — Ο ΕΞΑΙΡΕΤΟΣ ΚΥΡΙΟΣ ΓΙΑΝΝΙΔΗΣ
- 1984 — ΤΑ ΚΟΚΚΙΝΑ ΠΑΤΙΝΙΑ
- 1987 — ΚΑΤΙ ΓΙΝΕΤΑ
- 1988 — ΠΕΡΙΜΕΝΟ ΣΙΝΙΑΛΟ
- 1989 — DANCING WITH THE LION
- 1990 — ΧΑΙΡΩ ΠΟΛΥ
- 1997 — KΑΦΕΝΕΙΟΝ Η ΕΛΠΙΣ
- 2000 — ΣΤΗΝ ΑΚΡΗ ΕΝΟΣ ΦΙΛΙΟΥ
- 2001 — NYXTA MAΓIKIA